# ギヨーム1世 (アキテーヌ公)
ギヨーム1世（Guillaume Ier d'Aquitaine、875年3月22日 - 918年7月6日）は、ギレム家のオーヴェルニュ伯（ギヨーム2世、在位：886年 - 918年）およびアキテーヌ公（在位：893年 - 918年）。多くの修道院を創設し、910年9月11日にはクリュニー修道院を創建した。敬虔公（Le Pieux）といわれる。

## 生涯
ギヨーム1世はオーヴェルニュ伯ベルナール2世とその妻エルマンガルドとの間の息子である。898年以前に、ボゾン家のプロヴァンス王ボソの娘エンゲルベルガと結婚した。
オーヴェルニュとリムーザンを相続し、統治した。893年にはエブル・マンゼ（庶子公）に代わりポワトゥーとアキテーヌを征服し、アキテーヌ公を名乗った。その所領はアウストラシアからトゥールーズに及び、オータンやマコネーまで含まれていた。
910年、ギヨームは後に政治的、宗教的に重要な拠点となるベネディクト会のクリュニー修道院を創建した。ギヨーム自身は修道院の運営には関わらず、教皇の管理下に置いた（クリュニー会参照）。当時、ほとんどの修道院が個人所有であり、修道院長や役員の任命権をその一族や個人が持っていた中で、このことは特に目立っていた。ただしギヨームもクリュニー初代修道院長ベルノーを推挙している。
ギヨームが独立してアキテーヌを統治していた証拠として、ブリウドで彼自身の名で鋳造されたデニール貨幣が発見されている。ギヨームはサン＝ジュリアン修道院に埋葬された。ギヨームには息子がおらず、姉妹アデリンダの息子ギヨーム2世が後継者となった。

## 子女
プロヴァンス王ボソの娘エンゲルベルガとの間に1女がいる。
- エルマンガルド - ルボー1世と結婚、アルル伯ボソ2世（プロヴァンス家祖）の母